# Las alas de la vida
Las alas de la vida es una película documental española de 2007 dirigida por Toni Canet y que describe la lucha por la dignidad en la vida y en la muerte. Su protagonista falleció el 26 de abril de 2008, casi un año después del estreno de la película.

## Sinopsis
El protagonista es el médico Carlos Cristos, tiene 47 años y se le diagnostica atrofia sistémica múltiple (AMS) una enfermedad terminal neurodegenerativa. Un día llama a un director de cine amigo suyo, Toni Canet y le propone que registre su lucha por vivir y morir dignamente, sin dramatismo, y "si es posible con una sonrisa", acompañándole en el tráfico entre la vida y la muerte. La historia está enriquecida por múltiples personajes secundarios. Fue usada como material escolar en las escuelas francesas en 2008-2009.

## Premios y nominaciones
- Nominada a la Medalla del CEC a la mejor fotografía[5]
- Premio al mejor documental a los XVI Premios Turia .[6]
- Premio al mejor documental en la Seminci de 2006.[7]